# Informática de Materiais

O paradigma dos materiais ilustrados em forma de tetraedro

A informática de materiais é um campo de estudos que aplica os princípios de Informática à Ciência dos Materiais e à engenharia, a fim de contribuir na compreensão, seleção, desenvolvimento e descoberta de novos materiais. Esta é uma área de estudo emergente, que busca agilizar o desenvolvimento, produção e aplicação de novos materiais, principalmente através de métodos vindos da área de Análise de Dados.

## Big Datae aprendizado de máquina
A ciência do tratamento de dados (Big Data) é considerada como o “quarto paradigma” da exploração científica, onde os três primeiros são os experimentos, teoria e simulação.
Os bancos de dados são essenciais para qualquer pesquisa em aplicação computacional. Em informática de materiais, existem muitos bancos de dados contendo dados empíricos obtidos experimentalmente e dados teóricos obtidos computacionalmente. Devido à falta de um padrão para relatar dados e a variabilidade no ambiente experimental, é particularmente difícil obter-se dados a fim de montar um banco de dados sólido. Tal falta de um banco de dados levou a um esforço crescente no desenvolvimento de técnicas de aprendizado de máquina que utilizam conjuntos de dados. Por outro lado, existe uma grande base de dados uniforme de cálculos da Teoria do funcional da densidade (DFT). Esses bancos de dados provaram sua utilidade na detecção e triagem de materiais de alto rendimento. Alguns bancos de dados DFT comuns e ferramentas de alto rendimento estão listados abaixo:
- Banco de dados: MaterialsProject.org, MaterialsWeb.org
- Softwares: Pymatgen, MPInterfaces

### Passos básicos na utilização de aprendizado de máquina na ciência dos materiais
A construção do sistema de aprendizado de máquina na ciência dos materiais é composto por três passos: construção da amostra, construção do modelo e avaliação do modelo.
- A construção da amostra visa a lapidação dos dados experimentais e/ou computacionais, uma vez que esses dados podem apresentar ruídos ou inconsistências. Esta etapa realiza a limpeza dos dados, a fim de construir uma amostra a partir dos dados originais.
- A etapa de construção de modelo busca a união entre os dados de entrada e de saída, otimizando o processo por meio de funções lineares ou não lineares. Neste processo ocorre a etapa principal do aprendizado de máquina.
- Após um modelo ser capaz de interpolar bem os dados com resultados previstos e não previstos, neste último ponto ocorre a avaliação de erros de generalização e a escolha do melhor modelo para os dados.

Utilizar aprendizado de máquina permite realizar-se a predição de propriedades macroscópicas e microscópicas. Em nível macroscópico, é possível predizer propriedades mecânicas e físicas dos materiais com relação a sua microestrutura, como Bertimetto et al avaliaram o desenvolvimento de estruturas hierárquicas para estudos QSPR de pequenas moléculas e polímeros por redes neurais recursivas. Em nível microscópico, as propriedades como estrutura cristalina, parâmetro de rede, energia de banda etc podem ser exploradas como Majid et al desenvolveram, em uma pesquisa com aprendizado de máquina, para determinar o parâmetro de rede de peroviskitas cúbicas complexas.

## Descrição de propriedades de materiais

### Propriedades eletrônicas
Propriedades eletrônicas como o gap de energia e a condutividade elétrica são de extrema importância para a caracterização de materiais. O cálculo dessas propriedades com computação voluntária da equação de Kohn-Sham apresenta um valor do gap de energia subestimado em relação aos dados experimentais. Por outro lado, o uso de algoritmos de machine learning para encontrar propriedades eletrônicas tem se mostrado muito mais efetivo. Com um training set e representação de dados apropriados, é possível prever as propriedades eletrônicas com redes neurais, regressão linear, arvores aleatórias ou máquina de vetores de suporte.

### Propriedades magnéticas
Apesar de ainda muito recente já existem métodos de aprendizado de máquinas para determinar propriedades magnéticas em materiais, como o uso de regressão linear para encontrar a temperatura de Curie em ligas de Heusler, e métodos de análise KRR( kernel ridge regression) para encontrar o momento magnético em determinadas ligas de Lantanídeos.

### Uso em DFT
Sabe-se que as estruturas de equilíbrio de um material têm energia potencial mínima. Portanto, a busca por estruturas de equilíbrio de uma dada substância estarão relacionadas aos mínimos locais de sua energia potencial, sendo descritos por uma superfície de energia mínima.
A obtenção destas superfícies mínimas frequentemente se dava por métodos de DFT, o qual é extremamente custoso tanto em tempo quanto em capacidade computacional. Como uma alternativa mais econômica e ágil, vários métodos têm surgido recentemente para obter estas superfícies mínimas via Aprendizado de Máquina. Um exemplo é através de redes neurais treinadas sobre várias estruturas moleculares que são caracterizadas por “fingerprints” (“impressões digitais”) estruturais que caracterizam uma dada estrutura.
De forma direta, os métodos de aprendizado podem até mesmo ser utilizados para pular os cálculos necessários para a de obtenção de dados. Por exemplo, é possível utilizar a Análise de Componentes Principais para obter os funcionais de densidade com um ótimo grau de auto-consistência, como também o uso de regressão não-linear para obter o funcional de exchange-correlation em sistemas físicos simples.

## Descobertas de novos materiais
A descoberta de novos materiais (Materials Discovery) é um dos tópicos mais importantes no campo da Ciência de Materiais. Com o grande avanço da tecnologia computacional ao longo dos anos, é possível utilizar técnicas computacionais de Aprendizado de Máquina como forma de reduzir o tempo de descoberta de novos materiais.
A simulação computacional e a utilização de experimentos de laboratório são técnicas comuns para se estudar as propriedades dos materiais, como por exemplo ponto de fusão, temperatura de transição vítrea etc. No entanto, existem limitações inerentes às condições experimentais no que diz respeito à adequação com a teoria, de forma que as duas técnicas nem sempre convergem, o que desacelera o processo da descoberta de novos materiais.
A utilização de simulação computacional por diversas técnicas como DFT, dinâmica molecular, técnicas de Monte Carlo, etc auxiliam no controle das variáveis experimentais e possibilitam diversos testes. Para a descoberta de novos materiais a partir de técnicas de aprendizado de máquina, utiliza-se a abordagem “sugestão e teste”, que consiste em prever as estruturas de materiais com metodologias de aprendizado de máquina e testar a sua estabilidade a partir do cálculo de DFT.

## Outras implementações
- “Redes neurais integráveis”: experimentalmente, é possível obter dados sobre o potencial químico de um material de maneira direta, mas não de sua energia potencial; Teichert et al. propõem treinar uma rede neural nesses dados (derivados da energia potencial), e depois “integrar” os resultados da rede neural para obter a superfície de energia potencial.[11] [12]
- “Redes neurais fisicamente informadas” (Physically-Informed Neural Networks): utilizar NNs para estimar “parâmetros de potencial” da estrutura da vizinhança de cada átomo, para então calcular os potenciais interatômicos, e então calcular a superfície de energia potencial.[13]

- Uso de aprendizado não-supervisionado para obtenção de transições de fase de materiais.[14]